# Michael Wnuk
Michael Wnuk (* 29. November 1963 in Moers; † 12. Oktober 2020 auf Curaçao) war ein deutscher Profisegler (RYA Yachtmaster), Fotograf, Blogger und Autor. Der Grafiker und spätere Werbeunternehmer veröffentlichte zwei Bücher und war durch einen Segelblog sowie Fotografien über das Segeln bekannt geworden.

## Leben
Wnuk sammelte erste Segelerfahrungen mit Freunden in Helsinki. Der Wochenendturn endete mit einer Diashow von deren Atlantiküberquerung. 1996 absolvierte Wnuk zusammen mit seiner Lebensgefährtin Nathalie Müller die deutschen Segelscheine. Der bisher selbstständige Werbegrafiker verkaufte aufgrund psychosomatischer Beschwerden seine Firma. Im Jahr 1999 erwarben Wnuk und Müller in Kiel das Schiff SY Iron Lady.
Im August 2000 startete Wnuk mit Bekannten die erste Weltreise. Müller zog 2001 aufs  Schiff. Von den Kanaren aus ging die Reise in die Karibik und über die Galapagos-Inseln, Neuseeland, Indonesien und Malaysia, wo 2005 ihre erste Tochter geboren wurde. Madagaskar und Südafrika waren die weiteren Ziele, bis 2007 ihre zweite Tochter auf die Welt kam. Im Mai 2007 ließ sich die Familie in Düsseldorf nieder.
Im September 2011 wurde die Ost-West-Umrundung des Kap Hoorn von Buenos Aires aus Richtung Puerto Montt begonnen. Ihr bisheriges Schiff SY Iron Lady wurde 2013 in Chile verkauft und durch die SY Marlin ersetzt. 2014 endete die Reise nach einer Karibikdurchquerung in Flensburg.
Seitdem arbeitet seine Lebensgefährtin Nathalie Müller dort als Ärztin, Wnuk bot mit seinem Schiff Charterfahrten an.
Er verstarb im Oktober 2020 an einer Leukämieerkrankung.

## Tätigkeit als Autor
Wnuk hatte bereits während seiner Reise, zahlreiche Berichte in seinem Reiseblog veröffentlicht. Diese erschienen 2008 als gesammeltes Werk im Buch „Meer als ein Traum: Unter Segeln ins Glück.“  2015 folge das zweite Buch mit dem Titel „Unter Segeln zu Hause: Eine Familie will Meer.“
Wnuk war zudem als Autor für Onlinemedien und Fachzeitschriften tätig.

## Schriften
- mit Nathalie Müller: Meer als ein Traum. Unter Segeln ins Glück. Delius Klasing Verlag, 2008, ISBN 978-3-7688-2459-0.
- mit Nathalie Müller: Unter Segeln zu Hause: Eine Familie will Meer. Delius Klasing Verlag, 2015, ISBN 978-3-667-10159-4.